# Râul Albești, Mangalia
Râul Albești este un curs de apă, care se varsă în Marea Neagră (Lacul Mangalia). 